# Дьявольская симфония
«Дьявольская симфония» — российско-американский мистический триллер, фильм ужасов 1995 года.
Фильм спродюсирован мастером жанра Роджером Корманом, снят на студии «Мосфильм» с использованием декораций и костюмов из фильма «Война и мир» с привлечением ведущих специалистов студии. В фильме снялась и является соавтором сценария Беверли Гарленд.

## Сюжет
Франция, XVIII век. Барона-композитора Жана Октави, пишущего симфонию в честь дьявола, подвергают страшной казни.
Спустя некоторое время приезжает его наследница племянница Габриэлла и поселяется в заброшенный особняк, где живёт только старая экономка Карлотта, и заводит роман с местным аристократом Жульеном. Вскоре Габриэлла, не без помощи экономки, находит незавершенную партитуру «Симфония для дьявола» и нанимает местного церковного хормейстера молодого композитора Мориса Карно завершить незаконченную симфонию дяди… Работая над партитурой Морис становится одержимым духом барона — по задумке автора, когда симфония будет закончена и исполнена, дух барона окончательно вселится в Мориса, а дух Карлотты, которая в юности была любовницей барона, получит тело Габриэллы. Единственный способ уничтожить барона — сжечь партитуру симфонии…

## В ролях
- Бен Кросс — Морис Карно
- Дженнифер Бёрнс — Габриэлла Аполлинер
- Беверли Гарленд — Карлотта
- Ирина Лачина — молодая Карлотта
- Даг Уэрт — Жульен
- Лев Прыгунов — барон Жан Октави
- Владимир Кулешов — Тристан
- Екатерина Редникова — Иветта
- Александр Пятков — констебль
- Елена Бардина — Луиза
- Елена Костина — Селеста
- Глеб Плаксин — Анри
- Владимир Возженников — архиепископ
- Павел Остроухов — молодой священник
- Светлана Андропова — проститутка

## Съёмки
Фильм снимался для серии «Roger Corman Presents» от Роджера Кормана, заказанной американским кабельным телеканалом «Showtime». За год для первого сезона серии было снято 13 фильмов, при этом два фильма были сняты в Москве — «Дьявольская симфония» и «Крысиные похороны».
Отмечается, что этим фильмом Корман возобновил свои старые связи с Россией — ещё в начале 60—х годов он приобрёл право на сценарий советской космической эпопеи «Мечте навстречу» и снял по нему фильм ужасов «Queen of Blood», а также под названием «Battle Beyond the Sun» выпустил отредактированный советский фильм «Небо зовёт».
Фильм снят в России на студии «Мосфильм» с использованием декораций фильма «Война и мир», при этом художником-декоратором был Илья Амурский («Борис Годунов» 1986, «Сибирский цирюльник», 1998), а костюмером выступила художник по костюмам студии «Мосфильм» Нелли Фомина.
Музыка написана композитором Владимиром Комаровым. Музыкальным редактором фильма была старейший музыкальный редактор «Мосфильма» Мина Бланк.
Беверли Гарленд приняла участие в этой работе по старой памяти — с Роджером Корманом она в конце 1950-х годов снялась в пяти фильмах, также она выступила соавтором сценария, изменив характер своей героини. Она оставила записи в дневнике о работе в Москве.
Съёмки начались 26 марта 1993 года в Москве, но, по воспоминаниям Гарленд, в первый же день съёмки были отменены — была взломана комната с оборудованием и похищены камеры, но большей проблемой оказалась коммуникация — никто из российских актёров не знал английский язык.
Бюджет фильма составил около 2 млн долларов, при том что аналогичный фильм в Голливуде стоил бы около 32 млн долларов.

Фильм снят в Москве, чтобы воспользоваться некоторыми захватывающими декорациями, созданными для русского фильма. Хотя бюджет этой картины около 2 миллионов долларов, она определённо выглядит как многомиллионная картина из-за постановки.Оригинальный текст (англ.)which was shot in Moscow to take advantage of some spectacular sets which had been built for a Russian feature. Though these pictures are all budgeted at about $2 million, that particular one looks like a multimillion-dollar picture because of the sets.— продюсер фильма Роджер Корман, из интервью газете «The New York Times», 1995 год

## Возрастной рейтинг, версии и названия
Существует три разных версии фильма, имеющих своё название: «Дьявольская симфония» / «Адское пекло» / «Кровавая песня» (Haunted Symphony / Blood Song / Hellfire), фильм также известен просто как «Симфония» (Symphony).
Изначально планировалось выпустить фильм в 1994 году под названием «Дьявольская симфония», но релиз был отложен — для того, чтобы фильм соответствовал возрастному ограничению «R», были вырезаны сцены с эротикой и сексом, длительность фильма сократилась с 98 до 85 минут, и фильм вышел на кабельном канале «Showtime» только в 1996 году под названием «Адское пекло».
В 1997 году фильм под названием «Кровавая песня» вышел на видеокассете: теперь были вставлены удалённые сцены, но сокращён пролог фильма — длительность осталась 85 минут, однако, на коробке она была указана в 100 минут, а на обложке был постер вообще другого фильма («The Haunting of Morella» 1989 год Джима Уайнорски), при этом версии был присвоен тот же номер каталога.
Как отметил редактор журнала «Video Watchdog» критик Тим Лукас: «Учитывая все эти варианты, неудивительно, что никто в кинокомпании New Horizons не уверен в том, что же они распространяют».

## Критика
Критика положительно оценила фильм, отмечалось, что хороший сценарий предоставил режиссёру «достаточно экшена и секса чтобы сделать его стоящим».

Роскошная обстановка (снято в России) и костюмы, живые диалоги, а также хорошая игра впечатляют больше, чем общая история фильма, которая выкладывает свои карты на стол слишком рано, оставляя мало шансов на тайну или сюрприз. И слишком часто фильм идет на банальности, включая изображение секса и насилия, которые противоречат во всём остальном старомодному подходу.— TV Guide

Корман вытащил из рукава несколько козырей. Например, заключив контракт на совместное производство с «Мосфильмом», государственной кинокомпанией бывшего Советского Союза, он смог использовать роскошные декорации и костюмы из фильма «Война и мир» для двух фильмов: «Крысиные похороны по Брэму Стокеру» и «Адское пекло».— Уильям Граймс, ведущий колонки «Нью-Йорк таймс» о независимом кино, 1995 год
Мнения критиков помимо прочего зависят и от оцениваемой версии фильма, сокращённая и бесцензурная версия могут характеризоваться по-разному.
Но и бесцензурная полная версия может оценивается двояко: как «старомодный фильм о привидениях наряженный кучей утомительного секса и крови», или — как возврат к старому стилю:

Мы предпочитаем более длинную версию, которая более изящна и, по-видимому, более верна задумке режиссёра. Это, безусловно, лучшая на сегодняшний день продукция кинокомпании New Horizons, хороший возврат к тем временам, когда царствовал готический ужас, и Старый Свет был самым шикарным местом локации для жанра.
Оригинальный текст (англ.)We prefer the longer version, which is more graceful and, presumably, truer to Tausik’s intent. It remains, by far, New Horizons' best production to date, a nice throwback to the days when Gothic horror reigned and the olde country was the genre’s most sumptuous locale.The new tape’s technical attributes are identical to the first release.
— редактор журнала «Video Watchdog» критик Тим Лукас

Это прилично смотнированная попытка Роджера Кормана вернуть готическое великолепие его былых картин по Эдгару По. В то время как Бен Кросс может и не Винсент Прайс, но Беверли Гарланд — всё ещё Беверли Гарланд, и приятно видеть прежние пробивные 50-е годы — женщину в сочном и чудовищном испуге в роли истребительницы дьявола. … С полным женским обнажением и живописным грубым сексом, «Дьявольская симфония» — более откровенно дерзкая, но явно менее создающая особое настроение, чем предыдущие готические работы Кормана.
Оригинальный текст (англ.)in this decently mounted attempt to recapture the gothic grandeur of his Poe pics of yore. While Ben Cross may be no Vincent Price, Beverly Garland is still Beverly Garland, and it’s good to see the former feisty '50s . femme fiend-fighter in a meaty (and villainous) fright- film role. … Featuring full- frontal femme nudity and rough-sex tableaux, Haunted Symphony is more openly daring but decidedly less atmospheric than Corman’s earlier gothic works.
— культовый киножурнал «Phantom of the Movies' Videoscope», 2000 год
Отдельно критикой отмечена сама симфония — музыка в фильме:

Музыка для симфонии звучит только в фортепианной записи. Музыка Владимира Комарова и Бруно Лушуарна в основном атональная и более репрезентативна для музыки начала XX века, нежели романтической эпохи, которая была бы более уместной. Это может быть единственный фильм, в котором сама музыка наделена сверхъестественными способностями.
Оригинальный текст (англ.)The music for the symphony is heard only in piano transcription. The music by Vladimir Komarov and Bruno Louchouarn is largely atonal and more representative of early twentieth-century music, rather than the Romantic era, which would have been more appropriate. This may be the only film in which the music itself is endowed with supernatural powers.
— The Great Composers Portrayed on Film, 1913 through 2002

## Комментарии
1. ↑  Стоит отметить, что в дневнике Гарленд записала, что была поражена не только размерами «Мосфильма» (который к её удивлению оказался вдвое больше студии «Метро Голден Майер»), но и тем, что средняя зарплата в Москве в то время составляла около 10 долларов США в месяц, и что 25 долларов в неделю зарабатываемые на съёмках обычным членом съёмочной группы — считалась для них маленькой удачей.[2]